# Walewale
Walewale est une ville du Ghana, capitale du Mamprusi ouest.

## Géographie
Elle est située sur la route entre Bolgatanga et Tamale.

## Histoire
Louis-Gustave Binger y entre le vendredi 10 août 1888 et y est accueilli aimablement. Atteint par la dysenterie, il y demeure 25 jours pour s'y soigner.
Binger y assiste à la fête du sacrifice des moutons. Il écrit : « A l'occasion de la fête, plusieurs musulmans, sans que je les connusse, m'envoyèrent des mets tout préparés. Je dois du reste dire à la louange de Oual-Ouale [sic] que sa population est très hospitalière, bienveillante et fort polie. Pendant ma maladie, des musulmans envoyèrent prendre dans les villages aux environs du lait et des œufs pour me les offrir... ». Il en laisse une description : « Oual-Oualé est construit dans une petite dépression où coule un ruisseau qui en cette saison à son écoulement vers l'est-sud-est, mais en saison sèche il ne forme que quelques amas d'eau stagnante dont l'absorption immodérée donne la filaire de Médine. Comme les villages mossi, Oual-Oualé se compose d'une série de petits villages plus ou moins espacés, que les habitants ont réunis pour la dénomination en trois groupes principaux : celui de l'ouest se nomme Tampouloung-o, celui de l'est Fang-ana (c’est là que résident l'imam et les Dagomba) ; et enfin celui du sud Bokodouré, qui signifie "de l'autre côté du marigot". Ce groupe est habité principalement par les Mandé, Sissé, Diabakhaté, Kamara, Traouré et quelques familles haoussa ».
Plus loin, il visite le marché de la ville et en explique la vie économique et le commerce.